# Assemblee romane
Le Assemblee romane erano istituzioni collegiali dell'antica Roma.
Queste operarono sui principi della democrazia diretta, come nel caso dei Comitia Curiata, per cui il diritto di voto per le relative deliberazioni era attribuito a tutti i partecipanti dell'Assemblea, o sui principi della democrazia indiretta, come nel caso dei Comizi tributi, dove il voto era attribuito alle Tribù.
Le funzioni di queste assemblee furono varie, da quelle legislative, esecutive o religiose, e per uno stesso organismo assembleare, variarono nel corso del tempo, in relazione all'evoluzione politica e sociale della città. Varia anche la loro composizione, con assemblee aperte a tutti i cittadini romani, ed altre, come il Senato o il Concilium plebis, aperte solo ad una determinata classe sociale.

## Descrizione

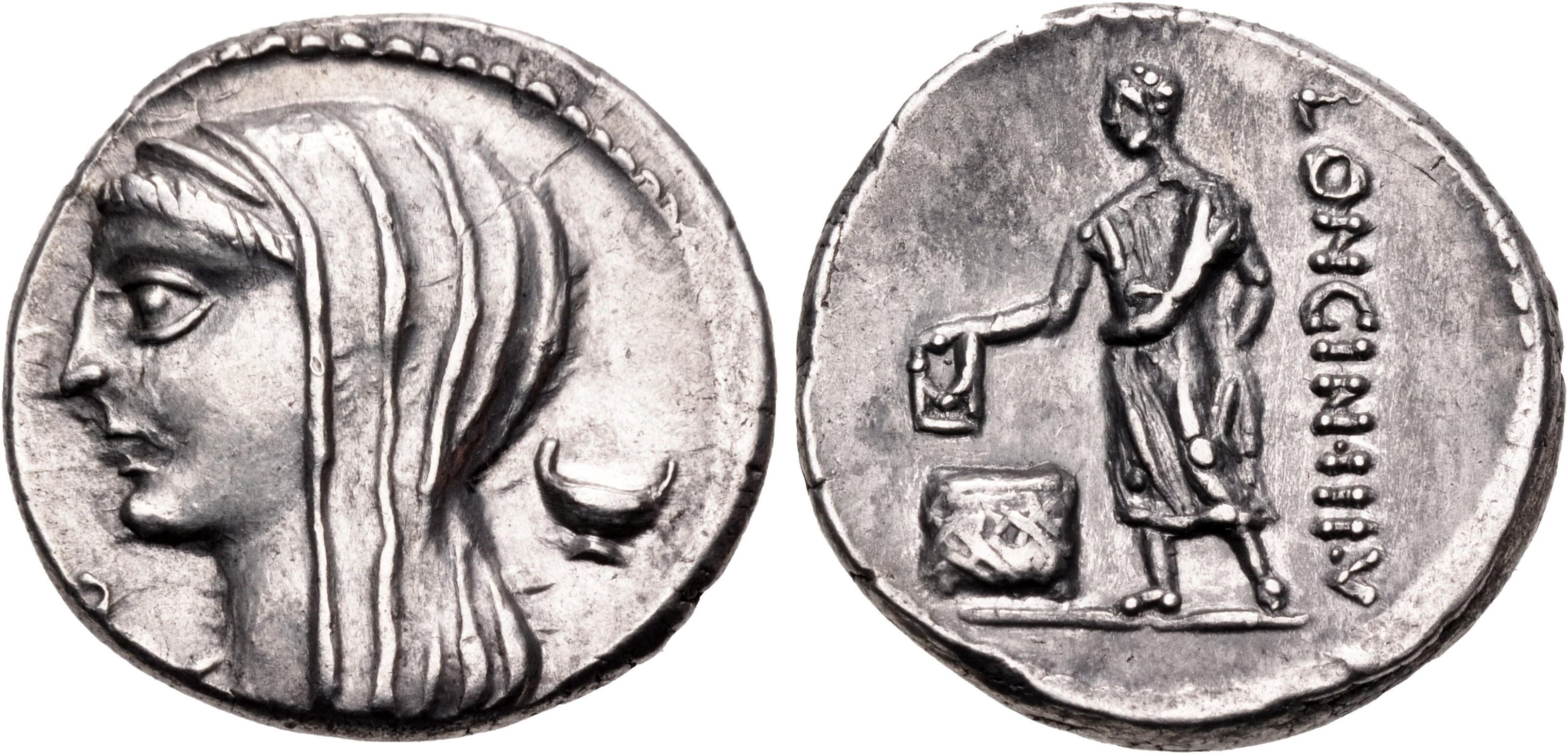
Denario romano del 60 a.C., con capo di vestale velato e drappaggianto, e di un elettore romano nell'atto di votare.

Nei sistemi romani di democrazia diretta, due furono i principali modi di riunione, utilizzati per votare in materia legislativa, elettorale e giuridica: Comitia e Concilium.
Il primo modo fu quello di convocare un'assemblea (comitia, che letteralmente significa "riunirsi" o "trovarsi in un luogo"). Gli atti di un'assemblea erano applicati a tutti i cittadini romani.
Non potevano autoconvocarsi, né assumere alcuna iniziativa autonoma. Spettava ai magistrati che le presiedevano indire l'adunanza, stabilire l'ordine del giorno e sottoporre al voto le proposte di legge, che l'assemblea poteva accettare o respingere, ma non modificare. La comparsa di qualche presagio infausto consentiva poi ai consoli, su avviso degli àuguri, di interrompere a propria discrezione i lavori delle assemblee popolari: non può stupire che spesso si sia fatto un uso strumentale di questa prerogativa, al fine di bloccare risoluzioni indesiderate. D'altro lato ogni decisione dei comizi, prima di divenire vincolante, doveva ricevere la sanzione del senato.
Diversamente dalle camere moderne, questi organi combinavano assieme funzioni elettorali, legislative e giuridiche, e possedevano il potere di emanare leggi ex post facto, rendendo retroattivamente illegale una determinata azione. Si noti che il Senato Romano era una camera deliberativa, e non possedeva poteri legislativi o giuridici.
Il secondo modo per riunirsi era quello di convocare un concilium (consiglio), che altri non era se non un luogo in cui una specifica classe di cittadini si riuniva.

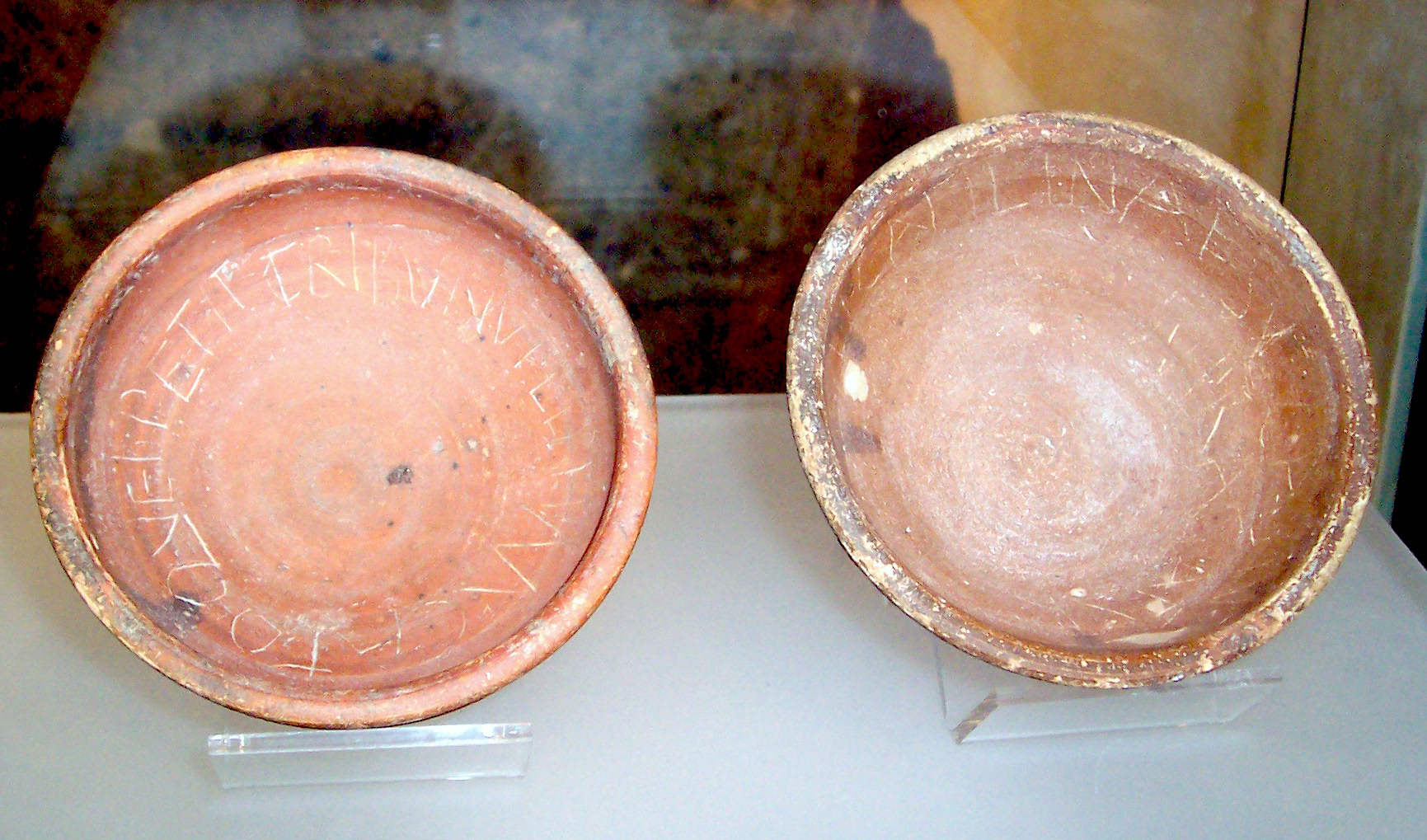
Tazze della propaganda romana. Queste tazze, piene di cibo o bevande, venivano offerte nelle strade in occasione delle elezioni; le tazze avevano il nome di un candidato inciso. Le tazze sono state prodotte per le elezioni del 63 a.C.. Con la coppa a sinistra, Marco Porcio Catone Uticense chiede (petit) di essere eletto tribuno della plebe. La coppa sulla destra fu sponsorizzata da Lucio Cassio Longino (pretore con Cicerone nel 66 aC) per sostenere (suffragatur) Lucio Sergio Catilina per il consolato. I° secolo a.C., Museo nazionale romano delle Terme di Diocleziano, Roma.

Invece la conventio (il cui significato letterale è "camminare insieme") era un luogo non ufficiale per comunicare, come, ad esempio, per ascoltare un discorso politico. I privati cittadini che non detenevano alcuna carica politica potevano parlare solo prima di una conventio, non invece prima di un'assemblea (comitia) o di un concilium. In sostanza una conventio era semplicemente un incontro informale, non avente potere legale o legislativo. Gli elettori solitamente si trovavano in questo genere di riunioni, ad ascoltare dibattiti e svolgere altre attività, prima di partecipare alle votazioni dei comitia o dei concilia.
Una sola assemblea poteva operare in un determinato momento, e ogni sessione, già in corso, poteva essere sciolta se un magistrato era "chiamato fuori" (avocare) dagli elettori. In aggiunta al magistrato che la presiedeva, vi erano spesso altri magistrati aggiuntivi, come suoi assistenti. Essi erano disponibili per aiutarlo a risolvere le controversie procedurali, oppure per fornire un meccanismo attraverso il quale gli elettori potessero impugnare le decisioni contro il magistrato che presiedeva l'assemblea.
Ci furono anche funzionari religiosi, come gli auguri, pronti a dare un aiuto, contribuendo ad interpretare gli auspicia (segni degli dei, presagi). Inoltre, una ricerca preliminare dei presagi era condotta dal magistrato che avrebbe presieduto l'assemblea, la notte prima. In più occasioni a noi note, i magistrati usavano i presunti presagi sfavorevoli come una scusa per sospendere una sessione che non stava andando come volevano.
Durante i processi penali, il magistrato che doveva presiedere l'assemblea, era obbligato a notificare l'atto (diem dicere) alla persona accusata, il primo giorno delle indagini (anquisito). Alla fine di ogni giornata, il magistrato doveva dare un altro avviso all'imputato (diem prodicere), nel quale lo aggiornava sullo stato delle indagini. Quando l'inchiesta era completata, era necessario che trascorresse un intervallo di tre "giorni di mercato", prima di esprimere il voto finale, riguardo alla condanna o all'assoluzione.

## Storia

### Epoca regia
Durante l'epoca regia solo un'assemblea, i comizi curiati, avevano una qualche forma di potere legislativo, che però non andavano oltre al potere di ratificare i decreti del re. Le funzioni dell'altra assemblea, i comizi calati, erano di tipo puramente religioso.
All'inizio di quest'epoca il popolo romano era organizzato sulla base delle tre tribù e delle trenta curie (dieci per ogni tribù), curie che erano la base organizzative per i primi comitia romani.
Il voto di ciascuna singola Curia era determinato dal voto della maggioranza dei suoi membri, e il voto complessivo dell'assemblea, che fosse Comitia curiata o Comitia calata, era determinato dalla maggioranza dei voti espressi dalle Curie, per cui occorreva avere il voto di sedici curie, per ottenere la maggioranza in assemblea.

### Epoca repubblicana
Polibio raccontando dei poteri della Repubblica romana scrive:
(Polibio, VI, 14.1-2.)
Anche il popolo aveva importanti poteri secondo la costituzione repubblicana, potendo conferire onori o infliggere punizioni, provvedimenti che secondo sempre Polibio costituivano i mezzi attraverso i quali erano mantenuti i regni e gli Stati, ovvero ogni forma di vita sociale. Spesso il popolo era giudice sulla consistenza di una multa, soprattutto nei casi in cui il risarcimento del danno fosse considerevolmente elevato, in modo particolare quando si trattava di importanti ex-magistrati. E sempre il popolo poteva decidere sulle cause capitali.
Nel caso che qualcuno venisse giudicato per un reato che comportava la pena capitale, poco prima della condanna, era consuetudine presso i Romani concedere la possibilità di accettare un volontario esilio, possibilità che era concessa prima della ratifica del verdetto, vale a dire prima del voto dell'ultima tribus suffragiorum. Gli esuli erano invitati a rifugiarsi nei territori di Napoli, Preneste, Tivoli e in tutte le altre civitates foederatae.
Il popolo poteva, inoltre, conferire le pubbliche cariche a coloro che ne erano meritevoli; approvare o non approvare le leggi; confermare una dichiarazione di guerra, ratificare un patto di alleanza, la fine di una guerra o un trattato di pace, rendendo ciascuno di questi atti esecutivo o meno. È previsto, infine, che i consoli, al momento di lasciare la loro carica, rendano conto del loro operato al popolo.
Il senato era obbligato a rispettare i desideri dei cittadini romani, non potendo compiere inchieste sui più importanti reati contro la Res publica, per i quali è prevista la pena capitale e farne eseguire la sentenza, se il popolo non ratificava il preliminare senatus consultum. Identica cosa si verifica nel caso in cui, qualora venga proposta una qualche legge che miri o a togliere al senato una parte dell'autorità che possiede, o ad abolire i suoi privilegi o anche a ridurre i profitti dei singoli senatori, era il popolo che doveva approvare o meno ogni provvedimento del genere.
Il popolo si trovava, invece, in un rapporto di dipendenza nei confronti del Senato, poiché molti dei lavori dati in appalto dai censori in tutta Italia per la costruzione ed il restauro di varie opere pubbliche (dai corsi d'acqua, ai porti, pascoli, miniere, terreni, ecc.), erano di competenza dell'assemblea senatoria, che ne aveva pieni poteri. Questi appalti erano gestiti dal popolo e, quindi, quasi tutti i cittadini vi erano coinvolti, ottenendone i relativi guadagni. Il Senato poteva, inoltre, concedere proroghe e, nel caso di una situazione difficile, degli sgravi o addirittura rescindere un contratto d'appalto. Erano molti, pertanto, i modi attraverso i quali il Senato poteva danneggiare pesantemente quelli che trattavano i beni dello Stato, anche perché i giudici della maggior parte dei processi civili, pubblici o privati, che riguardano casi di particolare gravità, erano nominati tra i membri del Senato. Era convenienza per i cittadini far bene attenzione a non ostacolarlo, opponendosi alle sue decisioni. Così pure, risultava difficile opporsi anche alle disposizioni dei consoli in quanto, quando si trovavano durante una campagna militare, dipendevano totalmente da questi ultimi.

### Le riforme di Silla
Durante il suo consolato dell'88 a.C., Lucio Cornelio Silla passò una serie di leges Corneliae che alterarono radicalmente la struttura della Repubblica. La sua terza legge proibiva ai Comitia Populi Tributa ed all'Assemblea della Plebe di esaminare qualsiasi legge a meno che non fosse inviata alle assemblee da un senatus consultum con una raccomandazione di valutazione favorevole. La sua quarta legge ristrutturava i Comitia Centuriata in modo che la prima classe—i senatori e i cavalieri più potenti—avesse quasi il cinquanta per cento del potere di voto. La quinta legge spogliò entrambe le assemblee tribali—i Comitia Populi Tributa ed all'Assemblea della Plebe—delle loro funzioni legislative, lasciando la legislazione nelle mani di ristrutturati Comitia Centuriata (alle assemblee tribali rimasero l'elezione di certi magistrati e la conduzione dei processi, ma questi non potevano tenersi se non erano autorizzati da un senatus consultum).
Queste riforme furono rovesciate dai Populares guidati da Mario e Lucio Cornelio Cinna, ripristinate da Silla durante la sua dittatura rei publicae constituendae e di nuovo rovesciate dopo la sua morte. Queste rappresentano uno dei più ampi e diretti cambiamenti della costituzione romana sia durante il periodo della Repubblica che durante quello dell'Impero.

## Organismi assembleari
(Aulo Gellio, Noctes Atticae XV, 27, 5)

### Comitia Calata
I Comitia Calata erano la più antica delle assemblee romane con funzioni prevalentemente   religiose. A loro sembra venisse affidata la nomina del rex sacrorum e dei flamini.

### Comitia Curiata
Nati in epoca regia, con la funzione di confermare o meno la designazione del Re effettuata dal Senato, assunsero funzioni legislative nel primo periodo della Repubblica romana, prima di perdere importanza e funzioni, a vantaggio di altre assemblee romane.

### Comitia Centuriata
I Comitia Centuriata (Comizi delle Centurie), che la tradizione fa nascere per volontà di Servio Tullio, diventarono una delle più importanti assemblee romane dove il popolo romano esercitava alcune funzioni di tipo elettivo o giudiziario. Per la modalità con cui avvenivano le sue votazioni, si può sostenere la natura timocratica del governo romano, almeno nel periodo di maggior rilevanza di questa forma assembleare cittadina.

### Comitia Populi Tributa
I Comitia Populi Tributa (Comizi Tributi del Popolo) comprendevano sia patrizi che plebei, distribuiti in trentacinque tribù. Rappresentativi di un sistema di democrazia indiretta, variarono le proprie funzioni nel corso del tempo.

### Concilium Plebis
Il Concilium Plebis (Assemblea della Plebe), costituitisi in seguito alla secessione della plebe sul Monte Sacro nel 494 a.C., erano espressione della volontà della Plebe romana. La sua prima attribuzione fu quella del Plebiscito, una deliberazione assembleare che impegnava la Plebe, ma non anche i Patrizi.

### Senato
Il Senato romano era una assemblea romana cui inizialmente potevano partecipare unicamente esponenti della classe sociale dei Patrizi. Probabilmente nata con la funzione di consigliare il Re, assunse diverse funzioni e rilevanza nel corso della Storia di Roma.